# Calamita scintillante

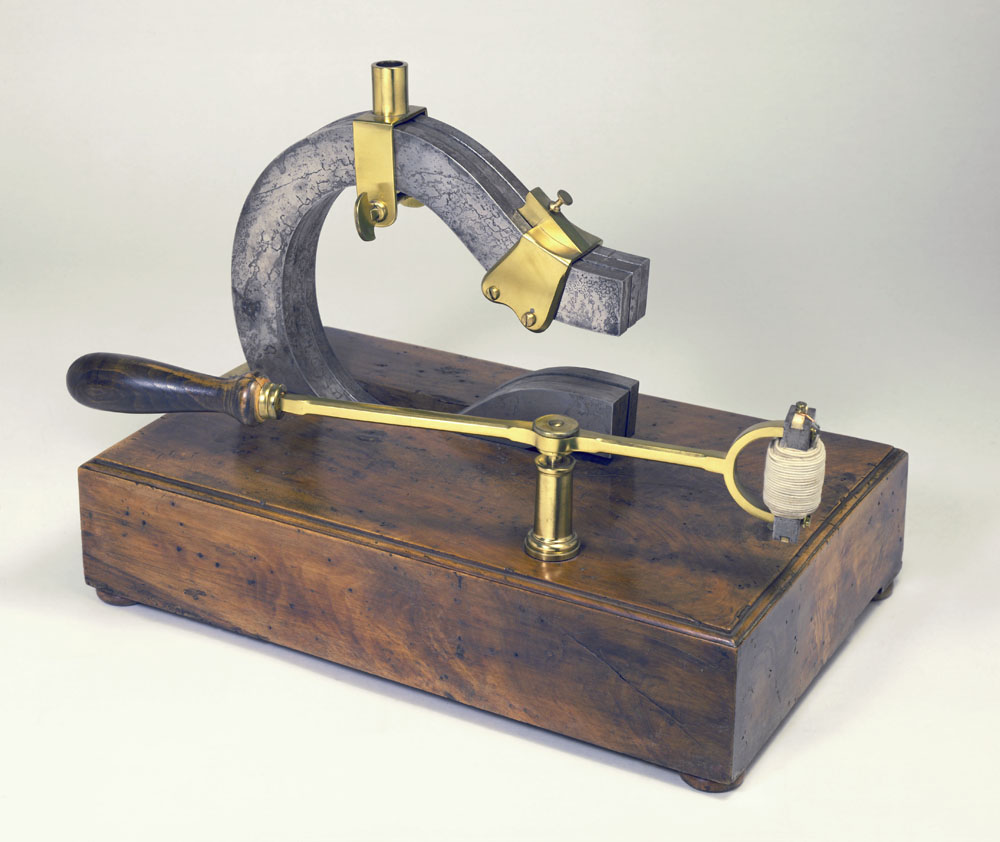
La calamita scintillante di Nobili al Museo Galileo, Firenze.

La calamita scintillante, ideata dal fisico italiano Leopoldo Nobili (1784-1835), è un apparecchio capace di produrre scintille grazie alle correnti indotte in una bobina oscillante in un campo magnetico.